# Костелево
Костелѐво (срещано и с неофициалното Косталево) е село в Северозападна България, област Враца, община Враца.

## География
Село Костелево се намира на около 4 km източно от областния център Враца. Разположено е в югозападното подножие на рида Веслец, Западния Предбалкан, край малък приток на река Искър. Почвите в землището са преобладаващо сиви горски. Надморската височина в центъра на селото е около 390 m, на север нараства до около 400 – 415 m, а на юг намалява до около 375 – 380 m.
Общински път свързва Костелево с първокласния републикански път I-1 (част от Европейски път Е79) и чрез него – с Враца.
Землището на село Костелево граничи със землищата на: град Враца на юг, запад и север; село Веслец на север и североизток; село Върбешница на изток; село Крапец юг.
В землището на Костелево се намира язовир „Косталево“.
Населението на село Костелево, наброявало 1428 души при преброяването към 1934 г., 1484 – към 1946 г. и 1395 – към 1975 г., намалява значително до 919 – към 2001 г. и 776 (по текущата демографска статистика за населението) – към 2020 г.
При преброяването на населението към 1 февруари 2011 г., от обща численост 782 лица, за 730 лица е посочена принадлежност към „българска“ етническа група, за 3 – не се самоопределят и за 49 не е даден отговор.

## История
Данни за тракийско присъствие са гробниците от ранна античност в местностите Орловец и Калапов връх, както и в пещерата на Маняшки връх на рида Веслец. Има разрушена крепост в местността Градището северно от ловната хижа, както и данни от римския период на провинция Мизия за около 6000 войници. На юг, в долината, са намирани останки от воденични камъни, мъниста и сребърни монети.
Старото землище на Костелево е било в местностите Кутлите и Валевицата до 16 век, след което е предадено като мезра на днешното място. С градището е свързана и легенда за Денка, която бяга от турците, скачайки от скалите. Оттам стар род носи името Денкинци.
По време на османското владичество в местността Русино вървище е бил основният път към София; обикновено от там са прекарвали момчета, взети за кръвен данък на султана. Известна е легендата за Иванчо от село Баница, успял да избяга и да не стане еничар.
През освободителната Руско-турска война 1877 – 1878 г. турците изкарват цялото село и заравят изворите в местността Тиндол. Селото е освободено на 10 ноември 1877 г.
Първото училище в село Костелево е открито през 1879 г. През 1921 г. към училището се открива първи, през следващата година – втори и трети прогимназиални класове. През 1928 г. е завършен строежът на нова училищна сграда. Намаляването на децата довежда до закриване на училището от учебната 2004 – 2005 г.
Читалището „Отец Паисий“ е създадено през 1926 г.
През април 1923 г. е учредена от 23 човека основатели Кредитната кооперация „Подкрепа“ – село Косталево. Основни задачи на кооперацията са: търговия на дребно, изкупуване на селскостопански произведения, кредитиране на членовете. Впоследствие кооперацията разширява дейността си с банково представителство, касапски отдели, обществено хранене, експлоатация, производство и други. През 1948 г. кооперацията се преименува на „Всестанна кооперация – село Костелево“ и разширява своята дейност, която включва смесен магазин, хранителен магазин, магазин за строителни материали, сладкарница, пивница, фурна. През 1952 г. се преименува на „Потребителна кооперация – село Костелево“, а през 1969 г. кооперацията се включва в „Наркооп“ – Враца.

## Население
Преброяване на населението през 2011 г.
Численост и дял на етническите групи според преброяването на населението през 2011 г.:
|                     | Численост | Дял (в %) |
| Общо                | 782       | 100,00    |
| Българи             | 730       | 93,35     |
| Турци               | 0         | 0,00      |
| Цигани              | 0         | 0,00      |
| Други               | 0         | 0,00      |
| Не се самоопределят | 3         | 0,38      |
| Неотговорили        | 49        | 6,26      |

## Религии
- Православно християнство.

## Обществени институции
Село Костелево към 2022 г. е център на кметство Костелево.
В село Костелево към 2022 г. има:
- действащо читалище „Отец Паисий – 1926“;[15][16]
- православна църква „Свети свети Кирил и Методий“;[17]
- пощенска станция.[18]

## Забележителности
- Местността Колова могила, свързана с Ботевата чета, местността Градището и Ловната хижа, Тиндол.

## Редовни събития
- Ботеви тържества на 31 май на Колова могила с похода Козлодуй – Околчица
- Оброк на Илинден, на изток от селото, близо до мястото на старото селище.